# 159P/LONEOS
159P/LONEOS (też: LONEOS 7) – kometa krótkookresowa z rodziny komet Jowisza.

## Odkrycie
Kometę tę odkryto 16 października 2003 roku w ramach programu LONEOS. 

## Orbita komety i właściwości fizyczne
Orbita komety 159P/LONEOS ma kształt elipsy o mimośrodzie 0,38. Jej peryhelium znajduje się w odległości 3,65 j.a., aphelium zaś 8,14 j.a. od Słońca. Jej okres obiegu wokół Słońca wynosi 14,32 roku, nachylenie do ekliptyki to wartość 23,42˚.
Średnica jądra tej komety to maks. kilka km.